# 三毛猫ホームズの怪談
『三毛猫ホームズの怪談』（みけねこホームズのかいだん）は、日本の小説家赤川次郎によって1980年に発表された長編推理小説である。初出は「三毛猫ホームズの冒険」との題で光文社の小説誌『EQ』の1980年5月号から11月号までに連載された。

## あらすじ
晴美と結婚することを夢見て石津刑事が買ったニュータウンの団地。そのそばには、開発が遅れている一角があった。そこの地権者である老婦人・石沢常代の住む家は多数の飼い猫がいることから「猫屋敷」と呼ばれる。そして常代は、ある理由から「猫屋敷」の周辺の土地を売ることに反対していた。そんな中、常代が飼い猫たちとともに「猫屋敷」で殺される。

## 主な登場人物
- 片山義太郎 - 警視庁捜査一課のダメ刑事
- 片山晴美 - 義太郎の妹
- 石津刑事 - 晴美に恋をする猫嫌いの刑事
- ホームズ - 三毛猫

## 書誌情報
- 『三毛猫ホームズの怪談』光文社カッパノベルス、1980年12月15日 ISBN 978-4-334-02419-2
- 『三毛猫ホームズの怪談』角川書店角川文庫、1984年7月25日 ISBN 978-4-04-149783-8
- 『三毛猫ホームズの怪談』光文社光文社文庫、1985年6月20日 ISBN 978-4-334-70167-3